# Falsapomecyna albolineata
Falsapomecyna albolineata är en skalbaggsart som beskrevs av Stefan von Breuning 1942. Falsapomecyna albolineata ingår i släktet Falsapomecyna och familjen långhorningar. Inga underarter finns listade i Catalogue of Life.